# Templo de Apolo (Egina)
El Templo de Apolo fue un antiguo templo griego dedicado al dios Apolo se encuentra cerca del puerto de la capital de la isla griega de Egina en la ciudad de Egina, Grecia. Su yacimiento arqueológico, también conocido como Kolona (Κολώνα, «Pilar»), se encuentra al noroeste de la actual ciudad de Egina. Se encuentra cerca del puerto de la capital de la isla griega. En estado de ruina, el templo ha quedado reducido a su basamento y conserva una única columna dórica incompleta, que dio nombre al cabo Kolona  y a la zona circundante.

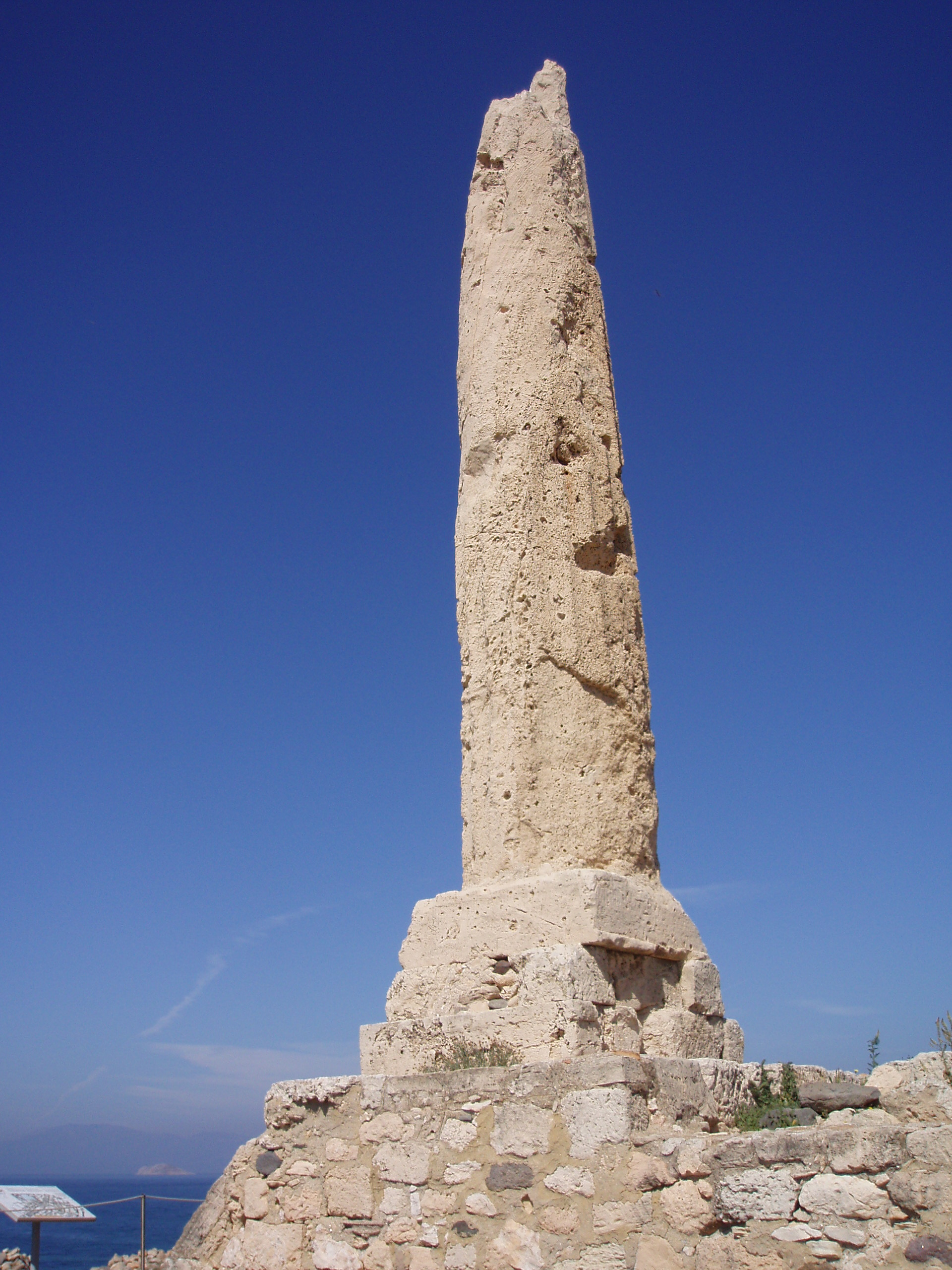
El pilar del templo de Apolo, la Kolona.

## Historia

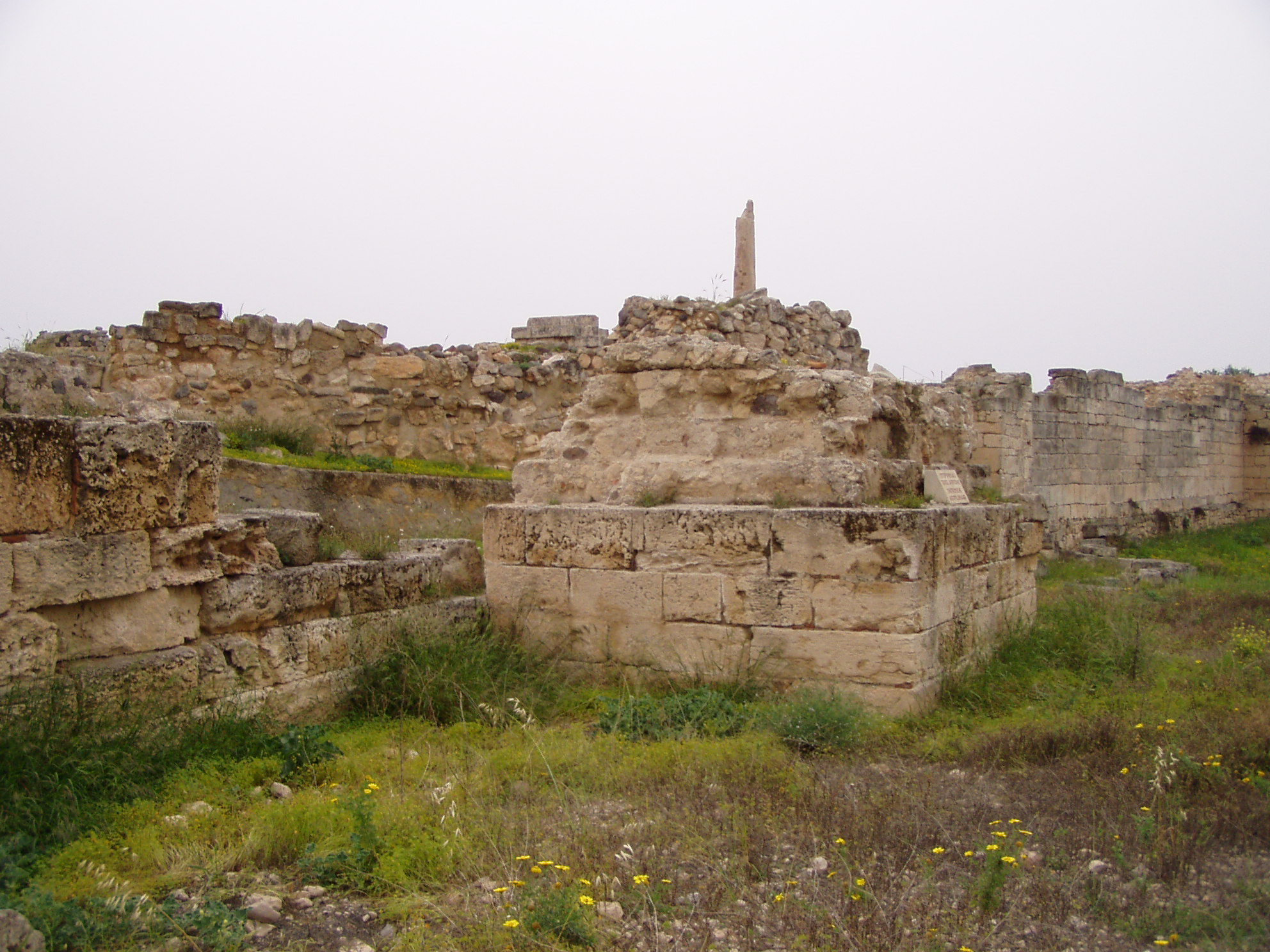
Restos del templo vistos desde el norte.

El templo fue construido en la época arcaica alrededor del 520-500 a. C. En el mismo lugar ya había existido algún tipo de santuario primitivo. El templo arcaico estaba dedicado a Apolo, también llamado Apolo Delfinio. En honor al dios, se celebraba una carrera anual en el mes de Delfinion, que consistía en correr con cántaros de agua. En el período romano el emplazamiento del templo estaba fortificado.
El templo se menciona muy pronto en la literatura antigua (por Heródoto, por ejemplo). El escritor de viajes Pausanias lo menciona por primera vez en su descripción de la isla.  Le siguieron otros escritores de viajes que, por ignorancia, atribuyeron el templo a otros dioses (entre ellos Afrodita, Artemisa, Hécate, Atenea). Se desconoce la fecha de destrucción del templo. El nombre del lugar en un mapa de la República veneciana indica que el templo ya había sido destruido, y el nombre Cap de Conon debe entenderse probablemente como Cap de la Colonne. Durante el periodo del período bizantino, antes del siglo X, se construyó una cisterna en la naos del templo.

## Descripción
El templo se encuentra en una pequeña colina de la zona arqueológica de la antigua ciudad de Egina. El lugar ha sido la acrópolis o colina de la fortaleza de la ciudad desdeel período micénico. El templo es de estilo dórico. Tenía once columnas en los lados largos y seis columnas en los lados cortos, con un total de 30 columnas. El templo tenía un pronaos, una naos o cella y un opistodomos. Estaba hecho de arenisca porosa local. Los frontones estaban decorados con esculturas de mármol de Paros, que representaban, entre otros, una amazonomaquia. En el lado sur del templo había una especie de estructura de puerta, mientras que en el lado norte se han encontrado tumbas de la época prehistórica, entre otras cosas.
Solo se conserva un pilar del templo, que da al lugar su nombre actual. La columna formaba parte del opistodomos de la parte posterior del templo, y la parte que se conserva tiene unos ocho metros de altura. La parte superior de la columna, incluido parte del arquitrabe, seguía en pie al menos en 1765. La segunda columna seguía en pie en 1802, cuando se cayó en una tormenta.
Los restos del templo visibles en la actualidad pertenecen casi exclusivamente a un edificio períptero dórico, posible sucesor de un templo más antiguo de principios del siglo VI a. C. Era el centro del culto a Apolo en la isla de Egina y la primera estructura que veía quien entraba en el puerto comercial de Egina. Según la reconstrucción de Wolfgang W. Wurster, su techo estaba sostenido por columnas de 6 x 11 (posiblemente 6 x 12). La única columna que se conserva pertenecía al opistódomo (sala de la parte posterior del templo). Los cimientos, que miden aproximadamente 18 x 34 m.

Vestigios de los dos templos de Apolo, en el  Museo Arqueológico de Egina.
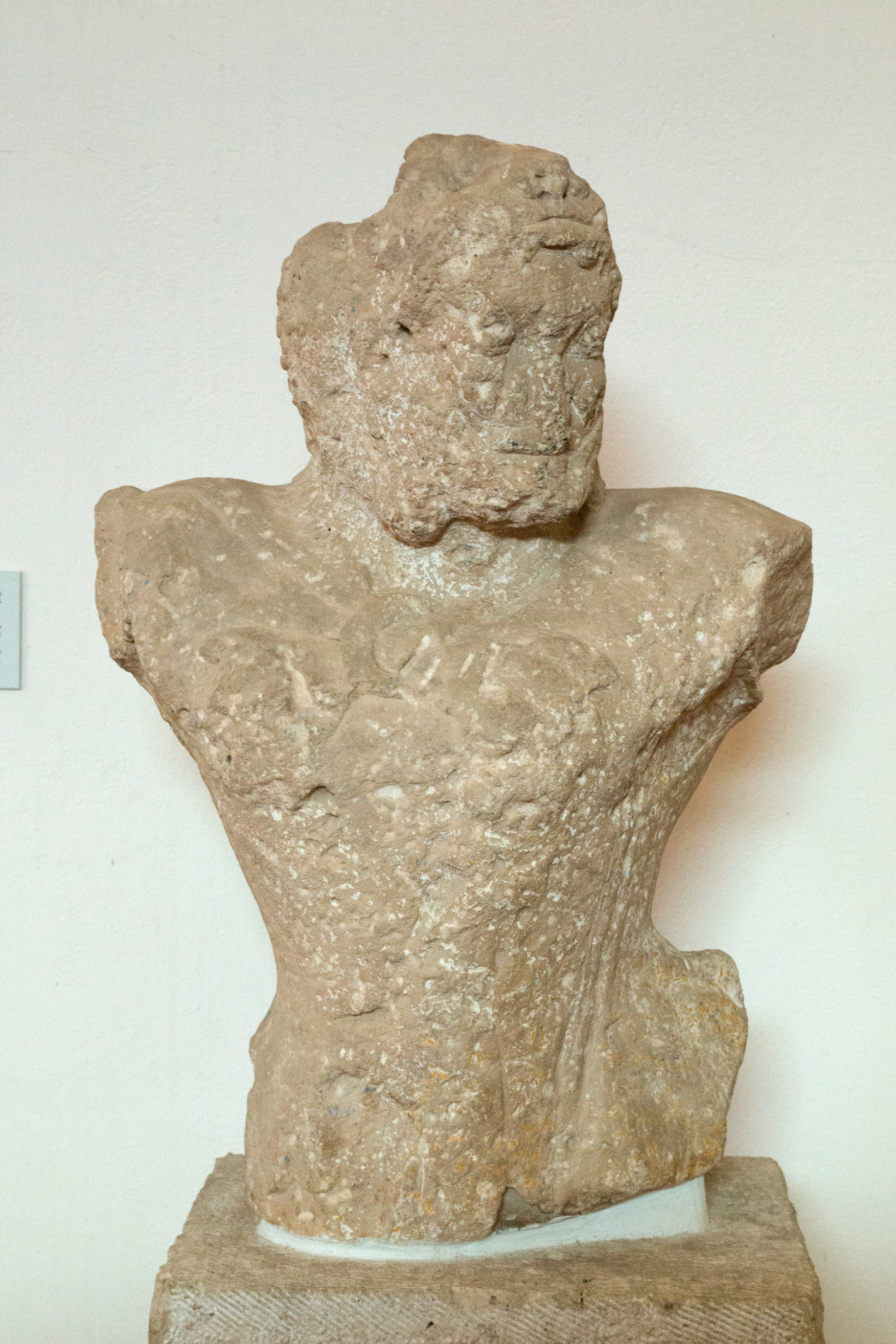
Torso de una estatua de Heracles, del antiguo templo de Apolo, 570-560 a. C.
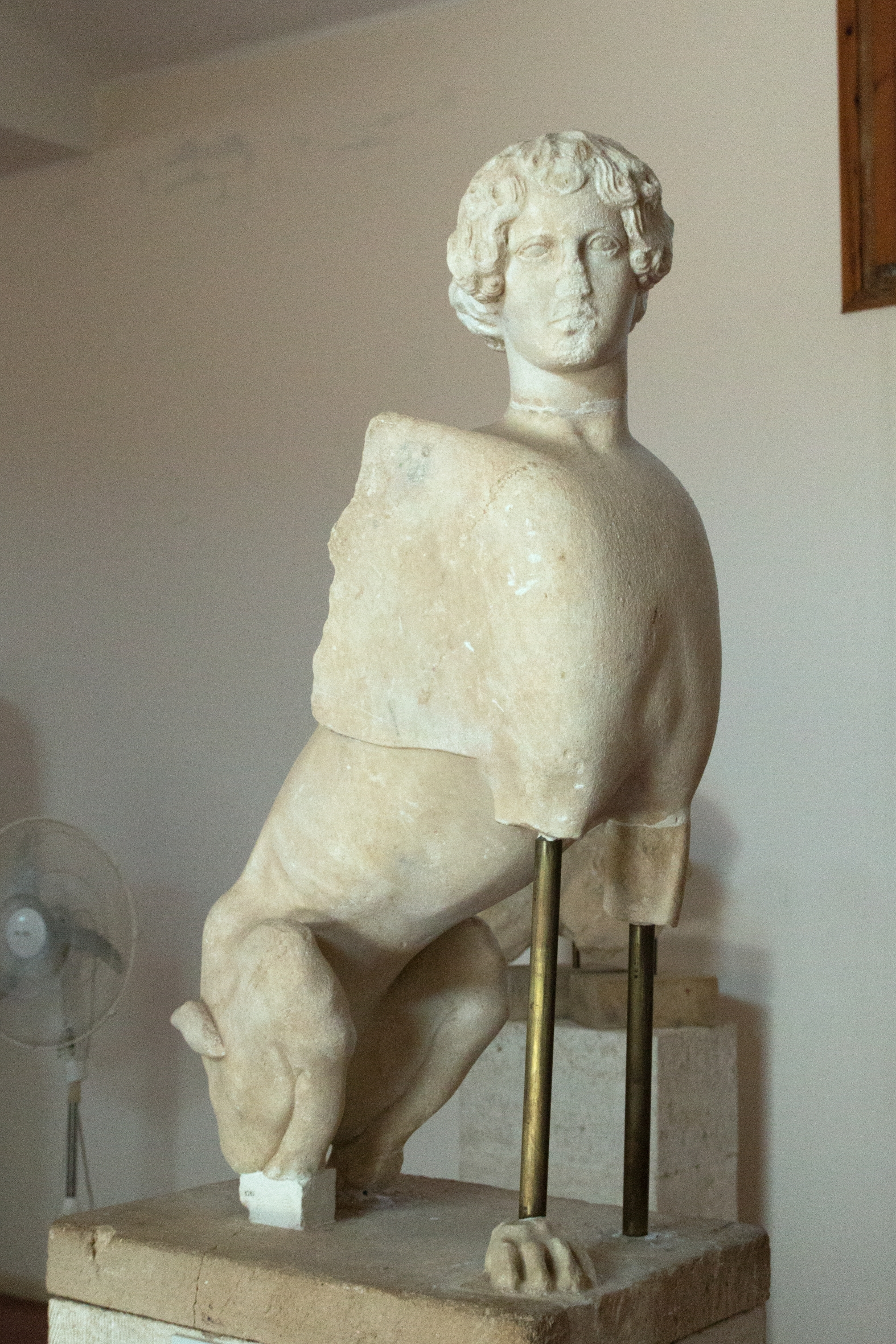
Esfinge del primer clasicismo procedente del Templo de Apolo, hacia 460 a. C.

El Museo Arqueológico de Egina se encuentra cerca de las ruinas del templo.

## Exploración

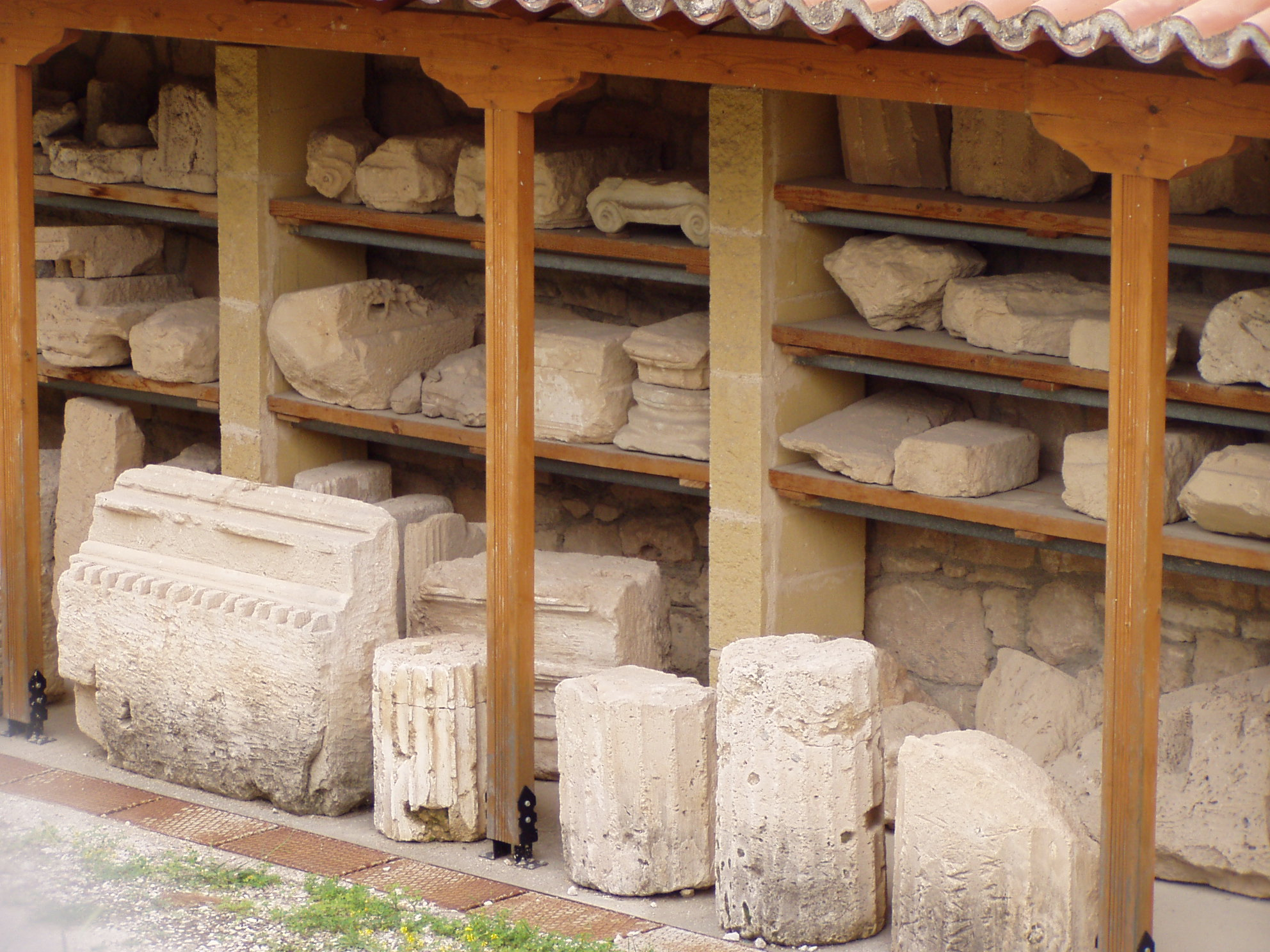
Hallazgos del barrio de Kolona, frente al museo.

El primer anticuario que estudió los restos fue el arqueólogo británico William Gell. Visitó la isla entre 1800 y 1803 y mencionó las ruinas del templo en su diario de viaje de 1819. Un dibujo a pluma de su cuaderno muestra que el arquitrabe y el capitel de la columna sur ya se habían caído. Edward Dodwell también describió las ruinas tras su visita en 1805. William Martin Leake, que visitó la isla en 1804 y 1806, no pudo aportar nuevos datos. Los arquitectos Charles Robert Cockerell y Karl Haller von Hallerstein realizaron el primer reconocimiento exhaustivo en 1811.
Los restos del templo sufrieron graves daños en los años siguientes: Otto Magnus von Stackelberg fue el último en describir las dos columnas durante sus viajes (1810-1815). En algún momento antes de diciembre de 1817, toda la columna norte se derrumbó, probablemente como consecuencia de un terremoto. Durante el invierno de 1828-1829, el médico estadounidense Samuel Gridley Howe causó la destrucción más grave de los restos: para dar trabajo y comida a los refugiados de la [Guerra de independencia de Grecia|Guerra de independencia]], Howe les pidió que desmantelaran lo que quedaba del templo y lo utilizaran para construir un nuevo muelle en el puerto  por un salario diario de una barra de pan por persona. Empezó con 300 trabajadores y llegó a emplear a 700. Al final, solo quedaron los profundos cimientos y el último trozo de columna que quedaba en pie. Durante esta destrucción, de la que informó el Chevalier de Scharnhorst en 1829, aumentó la preocupación por los edificios de la isla. Una expedición francesa inspeccionó sistemáticamente los monumentos de Egina en 1829 y describió también los restos del templo de Apolo. Otras descripciones proceden de Ludwig Ross (agosto de 1832), Leo von Klenze (verano de 1834), Edmond About (1852), Adolf Furtwängler y Georg Loeschcke (1878).
A partir de 1993, los arqueólogos austriacos Florens Felten y Stefan Hiller del Österreichisches Archäologisches Institut llevaron a cabo excavaciones en Kolona,
En 2024 se excavaron en el yacimiento, cerca del templo, los restos de un taller de teñido de púrpura de la Edad del Bronce.